# FK Dukla Banská Bystrica
FK Dukla Banská Bystrica je slovački nogometni klub iz grada Banske Bystrice. Trenutačno se natječe u slovačkoj Fortuna Ligi, u najjačem razredu slovačkog nogometa.

## Vanjske poveznice
- Službene stranice